# Fetisch
| Recensione | Giudizio |
| ---------- | -------- |
| AllMusic   |          |

Fetisch è il primo album in studio del gruppo musicale tedesco occidentale Xmal Deutschland, pubblicato l'11 aprile 1983.

## Descrizione
L'album è stato il primo del gruppo pubblicato dalla 4AD, oltre che l'album di debutto del gruppo tedesco, proveniente da esperienze con altre etichette unicamente su singoli. Il disco è stato pubblicato in LP dalla 4AD, nel Regno Unito e Giappone, mentre in Germania Ovest è stato pubblicato dalla Virgin Records. In Polonia è stato pubblicato in edizioni non ufficiali in musicassetta da diverse etichette discografiche. Dal 1986 è stato inoltre ristampato in CD.
Dall'album è stato estratto il singolo Qual, pubblicato in formato 12" dalla 4AD nel Regno Unito e in Australia, mentre in Germania Ovest è stato pubblicato dalla Virgin.

## Accoglienza
Il critico musicale Michael Sutton ha definito Fetisch il "tipo di album che ascolterebbe Batman pattugliando Gotham City", paragonandolo ai primi lavori di Siouxsie and the Banshees, Bauhaus e Joy Division, definendolo tuttavia monotono e ripetitivo.

## Tracce
Testi e musiche di Xmal Deutschland.
1. Qual – 3:50
2. Geheimnis – 3:19
3. Young Man – 3:18
4. In Der Nacht – 3:44
5. Orient – 4:06
6. Hand In Hand – 3:08
7. Kaempfen – 2:48
8. Danthem – 4:59
9. Boomerang – 3:46
10. Stummes Kind – 5:15

Durata totale: 38:13

## Crediti

### Formazione
- Anja Huwe - voce
- Manuela Rickers - chitarra
- Wolfgang Ellerbrock - basso
- Fiona Sangster - tastiere
- Manuela Zwingman - batteria

### Personale tecnico
- Ivo Watts-Russell - produzione discografica
- Xmal Deutschland - produzione discografica
- John Fryer - ingegneria del suono
- BilBo - mastering vinile
- 23 Envelope - copertina